# Batea (recipiente)
Batea es un tipo de artesa hecha de madera, de forma circular u oblonga y normalmente sin asas, que se utiliza para lavar, entre otros usos.

## Etimología
Sendoya la define como vasija de madera para diversos usos: lavar ropa, lavar el oro, amasar el pan, etc. y sugiere las siguientes referencias sobre su origen:

«No viene del latín patella, pues no se halla en ningún autor antes de 1492. Dozzy y Engelmann, en su Glosarie des mots espagnois et portugais derivés de l´arabe (Leyde, 1869), la creyeron árabe; pero Egulaz desecha la hipótesis en su Glosario de palabras españolas de origen oriental. (Granada, 1886).
Pedro José Ramírez Sendoya

## Usos
La batea, en las culturas indígenas se usa tradicionalmente para amasar o mezclar harinas como la del maíz o la yuca común.
Las lavanderas las usaban para el lavado de la ropa, de ahí que las piedras para lavar reciben este mismo nombre en las culturas mesoamericanas.
También han sido tradicionales las pequeñas bateas artesanales para cribar la arena del río en busca de oro. El escritor Ciro Alegría recoge en su novela La serpiente de oro, interesante documentación sobre mineros y balseros de los valles de las 'fuentes marañonas'.

## Bateas en la heráldica municipal colombiana

En el cuartel inferior izquierdo, sobre fondo rojo, el Hacha y la Batea catadora, en el escudo de Donmatías, Antioquia. Colombia.
Minero cribando en una batea en el escudo de Santa Rosa de Osos, Antioquia. Colombia.